# Leucas sexdentata
Leucas sexdentata là một loài thực vật có hoa trong họ Hoa môi. Loài này được Skan mô tả khoa học đầu tiên năm 1910.